# Prétention ottomane à la succession romaine
Après la conquête de Constantinople en 1453, les sultans de l'Empire ottoman revendiquent le statut d'empereurs romains légitimes, succédant aux empereurs byzantins en remplacement de ceux qui régnaient auparavant depuis Constantinople. Sur la base du concept de droit de conquête, les sultans endossent parfois les titres de kayser-i Rûm (« César de Rome », l'un des titres appliqués aux empereurs byzantins dans les anciens écrits ottomans) et basileus (le titre des empereurs byzantins régnant). La prise en charge de l'héritage de l'Empire romain conduit également les sultans ottomans à prétendre être des monarques universels, les souverains légitimes du monde entier.
Les premiers sultans qui suivent la conquête de Constantinople - Mehmed II, Bayézid II, Sélim Ier et Soliman Ier - affirment fermement qu'ils sont des empereurs romains et se donnent beaucoup de mal pour se légitimer comme tels. Les aristocrates grecs, c'est-à-dire l'ancienne noblesse byzantine, sont souvent promus à des postes administratifs de haut niveau et Constantinople est maintenue comme capitale, reconstruite et considérablement agrandie sous la domination ottomane. L'administration, l'architecture et les cérémonies de cour du début de l'Empire ottoman après 1453 sont fortement influencées par l'ancien Empire byzantin. Les sultans ottomans utilisent également leur prétention à être des empereurs romains pour justifier leurs campagnes de conquête contre l'Europe occidentale. Mehmed II et Soliman Ier rêvent tous deux de conquérir l'Italie, qu'ils estiment leur revenir de droit parce qu'elle était le cœur de l'Empire romain.
Bien que la revendication de la succession impériale romaine ne cesse formellement et que des titres tels que kayser-i Rûm et basileus ne sont jamais formellement abandonnés, cette revendication s'estompe progressivement et cesse d'être soulignée par les sultans. La raison principale de la rupture avec la revendication de la légitimité gréco-romaine est la transformation croissante de l'Empire ottoman en désir de la légitimité politique islamique à partir du XVIe siècle. Cette évolution est le résultat des conquêtes ottomanes au Levant, en Arabie et en Afrique du Nord qui transforment l'empire d'un État multi-religieux en un État à nette majorité musulmane, ce qui nécessite une revendication du pouvoir politique légitime ancrée dans la tradition islamique plutôt que romaine. Le changement d'identité ottomane résulte également du conflit avec l'empire safavide en Iran, qui suit l'islam chiite, ce qui conduit les sultans à embrasser et à souligner plus fortement leur foi islamique sunnite. Le Kayser-i Rûm est utilisé officiellement pour la dernière fois au XVIIIe siècle et les documents en langue grecque cessent de désigner le sultan comme basileus au plus tard en 1876, après quoi les souverains ottomans sont appelés en grec soultanos et padisach.
La prétention ottomane d’être des empereurs romains n’est pas reconnue par tous, elle est variable, tant à l'extérieur qu'à l'intérieur de l'Empire ottoman. Les Ottomans sont largement acceptés en tant que Romains dans le monde islamique, les sultans étant reconnus comme des empereurs romains. La population chrétienne de l'Empire ottoman dans sa majorité reconnaît également les sultans comme leurs nouveaux empereurs, mais les avis diffèrent au sein de l'élite culturelle. Certains considèrent les Ottomans comme des infidèles, des barbares et des tyrans illégitimes, d'autres les voient comme une punition divine en raison des péchés du peuple byzantin et d'autres encore les acceptent comme les nouveaux empereurs. À partir de 1474 au moins, le patriarcat œcuménique de Constantinople reconnait les sultans sous le titre de basileus. Si les opinions varient quant à la légitimité des Ottomans comme souverains, elles sont cohérentes dans la mesure où l'Empire ottoman en tant qu'État n'est pas considéré comme la continuation sans faille de l'Empire romain, mais plutôt comme son héritier et son successeur, l'ancien empire ayant des racines théologiques bien trop profondes pour être compatible avec un souverain musulman étranger. Ainsi, les anciens Byzantins considèrent que l'Empire ottoman héritent de la légitimité politique et du droit au règne universel de l'empire précédent, mais pas de ses autres implications théologiques. En Europe occidentale où les empereurs byzantins ne sont pas reconnus comme romains, les Ottomans sont généralement considérés comme des empereurs mais non comme des empereurs romains. Sur la question de savoir si les sultans ottomans sont les successeurs des empereurs byzantins ou une nouvelle dynastie de souverains, les opinions varient parmi les Occidentaux. Le droit des sultans ottomans de se présenter comme des empereurs romains et de revendiquer une domination universelle est contesté pendant des siècles par les souverains du Saint Empire romain germanique et de l'Empire russe, qui eux aussi revendiquent tous deux cette distinction. Les différents empereurs reconnaissent parfois les autres comme étant de rang égal ou supérieur, comme dans le traité de Constantinople de 1533 où la reconnaissance par le Saint Empire romain germanique du sultan ottoman comme supérieur et aussi une reconnaissance mutuelle plus égale entre les deux dans la paix de Zsitvatorok de 1606.

## Contexte

### Contexte politique

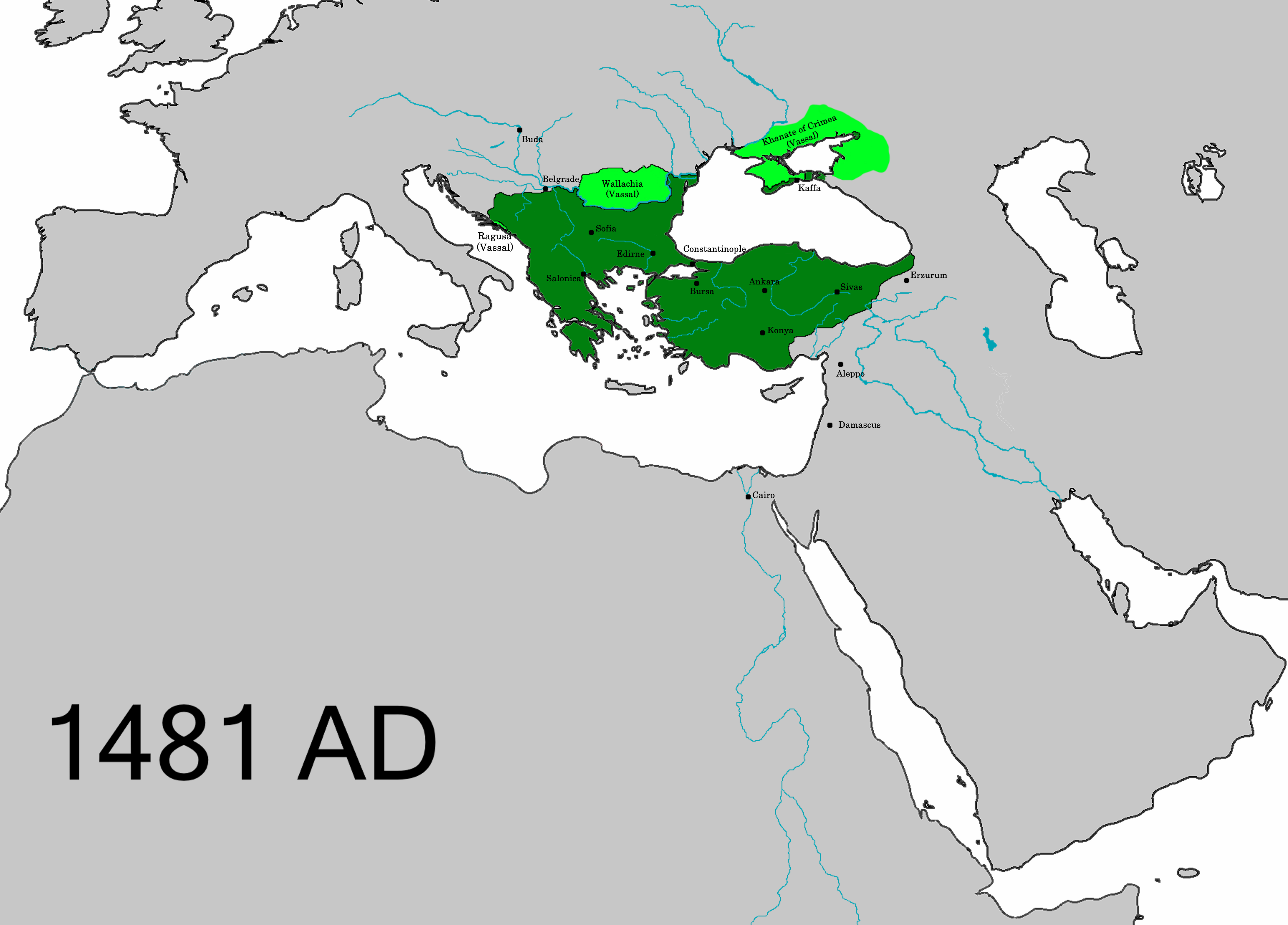
L'Empire ottoman à la mort de Mehmed II en 1481

L'Empire romain d'Orient, ou byzantin, tire son origine en tant qu'institution dans la fondation de Constantinople en tant que nouvelle capitale de l'Empire romain en 330 par Constantin le Grand. L'Empire byzantin a survécu au Ve siècle, lorsque l'Empire romain d'Occident est tombé, plus ou moins intact. La population byzantine a toujours maintenu qu'elle est Romaioi (Romains), et non Hellènes (Grecs), même si les frontières de l'empire se sont progressivement réduites pour ne plus englober que les terres de langue grecque. Au XVe siècle, les empereurs byzantins règnent sur un empire qui se désintègre et diminue. Au cours du XIVe siècle, l'Empire ottoman conquiert de vastes étendues de territoires et au début du XVe siècle, il régne sur une grande partie de l'Anatolie, de la Bulgarie, de la Grèce centrale, de la Serbie, de la Macédoine et de la Thessalie. L'Empire byzantin, qui s'étendait autrefois sur toute la Méditerranée orientale, est plus ou moins réduit à la capitale impériale de Constantinople elle-même, au Péloponnèse et à une poignée d'îles de la mer Égée, et est contraint de payer tribut aux Ottomans.

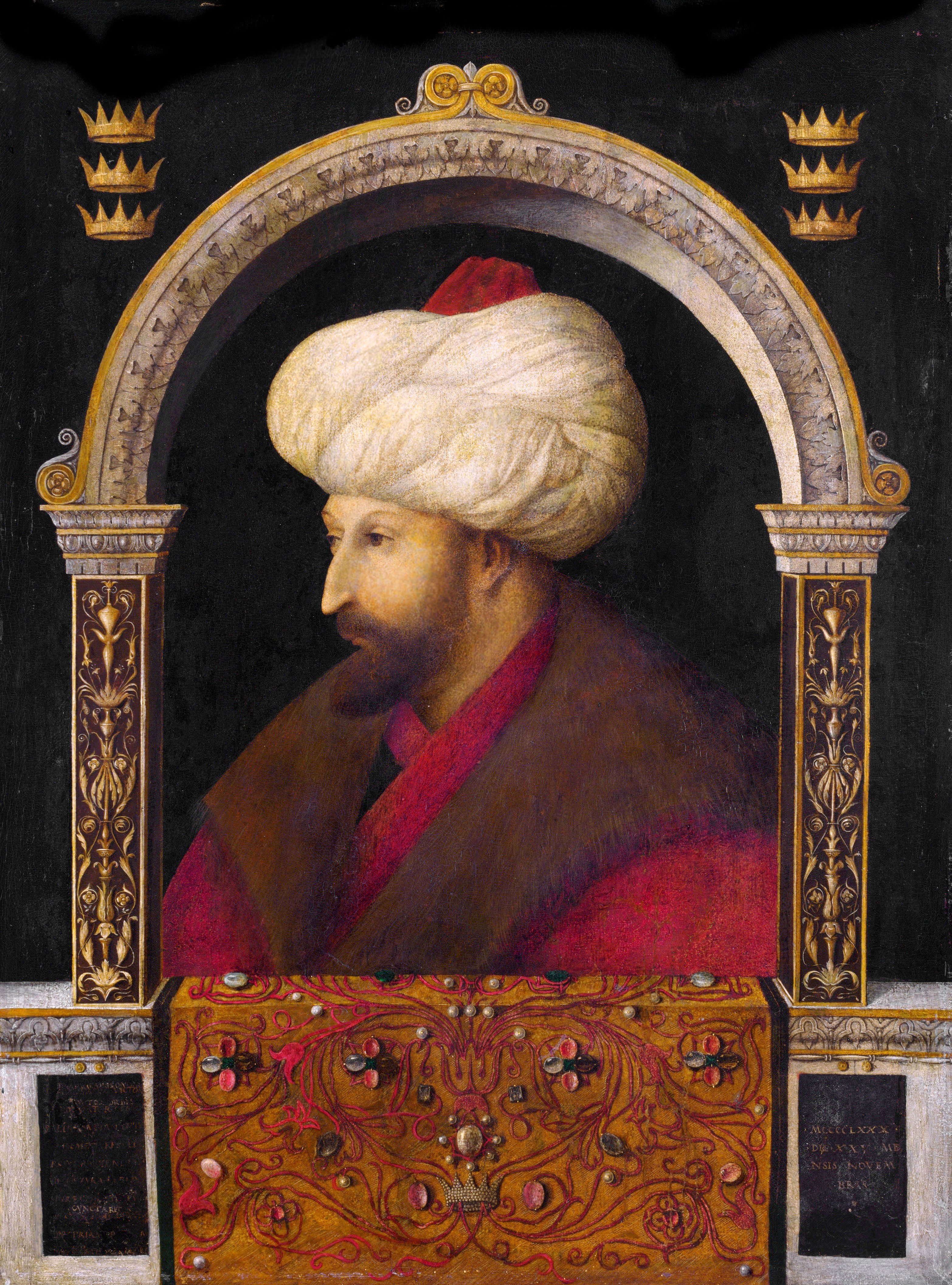
Portrait du XVe siècle de Mehmed II par Gentile Bellini

Sous le sultan Mehmed II, l'Empire ottoman conquiert Constantinople en 1453, un événement généralement considéré comme marquant la fin définitive de l'Empire romain, ainsi que l'étape finale et décisive dans la conquête par les Ottomans des principaux territoires et sujets de l'ancien empire. 1453 marque également la véritable naissance de l'Empire ottoman, qui domine une grande partie de la Méditerranée orientale jusqu'à sa chute en 1922. La conquête de Constantinople est un rêve des armées islamiques depuis le VIIIe siècle et grâce à sa possession, Mehmed II et ses successeurs peuvent prétendre être les héritiers des empereurs romains. Mehmed s'intéresse beaucoup à l'histoire romaine et à l'histoire grecque classique, un sujet sur lequel il a reçu un enseignement intensif de la part des professeurs de la cour dans sa jeunesse. Il s'inspire de Jules César et d'Alexandre le Grand, se rend à un moment donné dans la ville de Troie pour voir les tombes des héros mythologiques grecs Achille et Ajax, et conserve un exemplaire de l'Iliade dans sa bibliothèque personnelle.

### Rome et Byzance dans les écrits ottomans
Les Ottomans assimilent le titre padişah à empereur, mais les premiers historiens ottomans utilisent principalement trois termes différents pour parler des empereurs byzantins : tekfur, fasiliyus et kayser. Tekfur est le plus courant. L'étymologie du terme tekfur est contestée, alors que la majorité des historiens pensent qu'il est dérivé de l'arménien taghavor (signifiant « porteur de la couronne »), d'autres pensent qu'il s'agit d'une erreur d'orthographe du nom Nikephoros (dérivant du Empereur byzantin Nicéphore II Phokas). Le terme est utilisé dans des sources antérieures à 1453 pour désigner les fonctionnaires du gouvernement byzantin de tous rangs, des gouverneurs et commandants les plus modestes aux empereurs et a donc une connotation dévalorisante, assimilant les empereurs aux officiers de rang inférieur. Fasiliyus est une forme translittérée du basileus byzantin, un titre réservé uniquement à l'empereur byzantin dans l'idéologie impériale byzantine. Kayser est dérivé de l'ancien nom romain et du titre César, qui, selon l'époque, a des implications politiques très différentes dans le monde romain et byzantin. Tout comme le titre entre dans le monde slave sous la forme tsar, il entre dans les mondes turc et perse sous la forme kayser . Certains historiens ottomans, tels que Tursun Beg, utilise le titre plus élaboré de kayser-i Rûm (« César de Rome ») pour les empereurs byzantins. Bien que la reconnaissance de l'Empire byzantin comme étant l'Empire romain s'estompe progressivement en Europe occidentale après le IXe siècle, les musulmans du Moyen Âge reconnaissent toujours l'Empire byzantin comme étant l'Empire romain. Dans les premières sources musulmanes, le terme Rūmī est utilisé pour les chrétiens en général, mais plus tard, il s'est restreint pour se référer uniquement aux Byzantins.

## Historique

### De Mehmed II à Soliman le Magnifique (1453-1566)

#### Titres

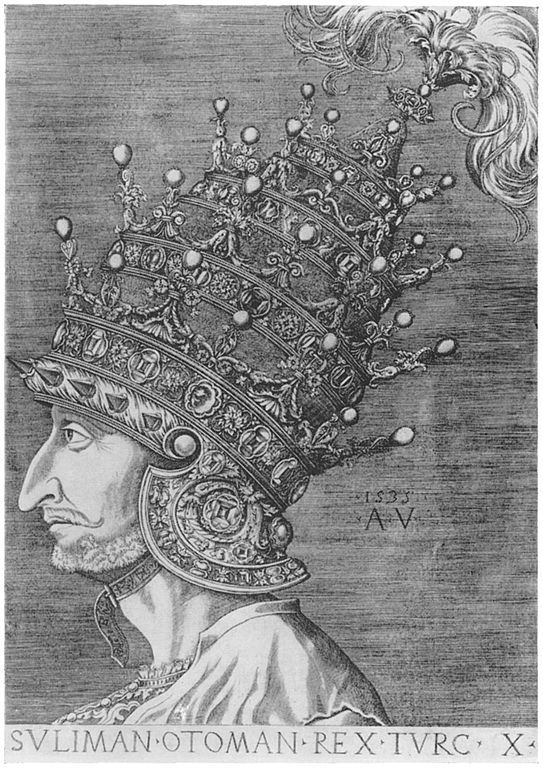
Illustration du sultan Soliman Ier portant son casque vénitien, une couronne à quatre niveaux conçue pour souligner que le sultan devançait même le pape (qui portait une couronne à trois niveaux)

Après la conquête de Constantinople par Mehmed II en 1453, les sultans de l'Empire ottoman font leur l'héritage des empereurs byzantins et commencent à se considérer comme leurs héritiers. En tant qu’empereurs romains supposés, les sultans se considèrent également comme les héritiers de l’ambition byzantine et romaine au pouvoir universel,. Au lendemain de la conquête, Mehmed se proclame kayser-i Rûm,,. Avant 1474, il est également reconnu comme basileus par le Patriarcat Œcuménique de Constantinople. Malgré cela, Mehmed a rarement utilisé kayser ou basileus dans ses documents officiels, que ce soit dans ceux écrits en grec ou dans d'autres langues. La titularisation officielle de Mehmed suit de près celle de son père Murad II. Son titre le plus couramment utilisé en grec est o megas authentis kai megas amiras soultanos o Mechemetpeis ( « grand souverain, grand émir et sultan Mehmed. » L'absence d'utilisation officielle du basileus et du kayser sous Mehmed résulte peut-être d'un désir de ne pas être simplement considéré comme un plagiat des empereurs byzantins. Un titre plus couramment utilisé par Mehmed, avec des connotations romaines évidentes, est « souverain des deux mers et des deux continents », qui fait référence à sa prétention de régner à la fois sur la mer Noire et la Méditerranée, ainsi que sur l'Europe et l'Asie. En turc, en arabe et en persan, les sultans utilisent le plus souvent les titres de padişah et Sultan.
Après 1453 les premiers sultans ottomans ont l'intention de restaurer sous leurs règnes quelque chose qui s'apparentent à l'empire byzantin. Selon Arnold J. Toynbee, Mehmed et ses successeurs immédiats peuvent ainsi être considérés comme « étant autant un régénérateur de l'Empire byzantin que son bourreau. » Après Mehmed Bayezid II ( r. 1481-1512 ), le titre de basileus entre dans l'usage officiel,. Bayezid, puis son successeur Selim Ier ( r. 1512-1520 ) et le successeur de Selim Soliman le Magnifique ( r. 1520-1566 ) utilisent tous basileus comme qualification principale dans les documents en langue grecque,. Le kayser-i Rûm de Mehmed devient également une partie intégrante du titre impérial ottoman. Lors de la délivrance de documents en serbe, Mehmed II, Bayezid II et Selim I sont généralement désignés sous le titre de « grand et puissant tsar », dans ce cas dérivant de leur utilisation du kayser. En plus d'adopter divers titres, l'identité politique à orientation byzantine des premiers sultans ottomans après 1453 se manifeste également par une augmentation des protocoles, des cérémonies de cour, de l'architecture et des symboles et des symboles empruntés à Byzance. Selim et Soliman emploient parfois le style « Empereur de Constantinople, » le titre auparavant couramment utilisé dans la diplomatie pour les empereurs byzantins par les Européens de l'Ouest. Soliman utilise parfois la version augmentée « Empereur de Constantinople et de Trébizonde. » En turc, « Empereur de Constantinople » a été interprété comme padişah-i Kostantiniye . La version « Empereur des Romains », padişah-i Rûm, est également attestée comme étant utilisée par les sultans.
Les sultans ottomans utilisent fréquemment le titre romain d’imperator dans les documents latins dans les correspondances diplomatiques avec les souverains d'Europe occidentale. Dans un traité de paix de 1489 entre Bayezid II et la Pologne, le sultan se désigne Dei gratia Asia, Grecie etc. Imperator Maximus (« par la grâce de Dieu le grand empereur d'Asie, de Grèce, etc. »). Dans un traité de paix ultérieur, en 1494, Bayezid se qualifie Dei gracia Imperator ambarum terrarum, Asiae atque Europae et marium Magnus Sultanus (« par la grâce de Dieu l'empereur des deux continents, l'Asie et l'Europe, et des [deux] mers, le grand sultan »). Un traité de paix de 1519 entre la Pologne et Selim Ier, rédigé en italien, donne au sultan le titre de Per la Divina favente clementia Grande Imperator di Constantinopoli, di Asia, Europa, Persia, Soria et Egipto et Arabia et de li mari etc. (« par la grâce de Dieu le grand empereur de Constantinople, d'Asie, d'Europe, de Perse, de Syrie, d'Égypte et d'Arabie et des deux mers etc.»).

#### Politique et société

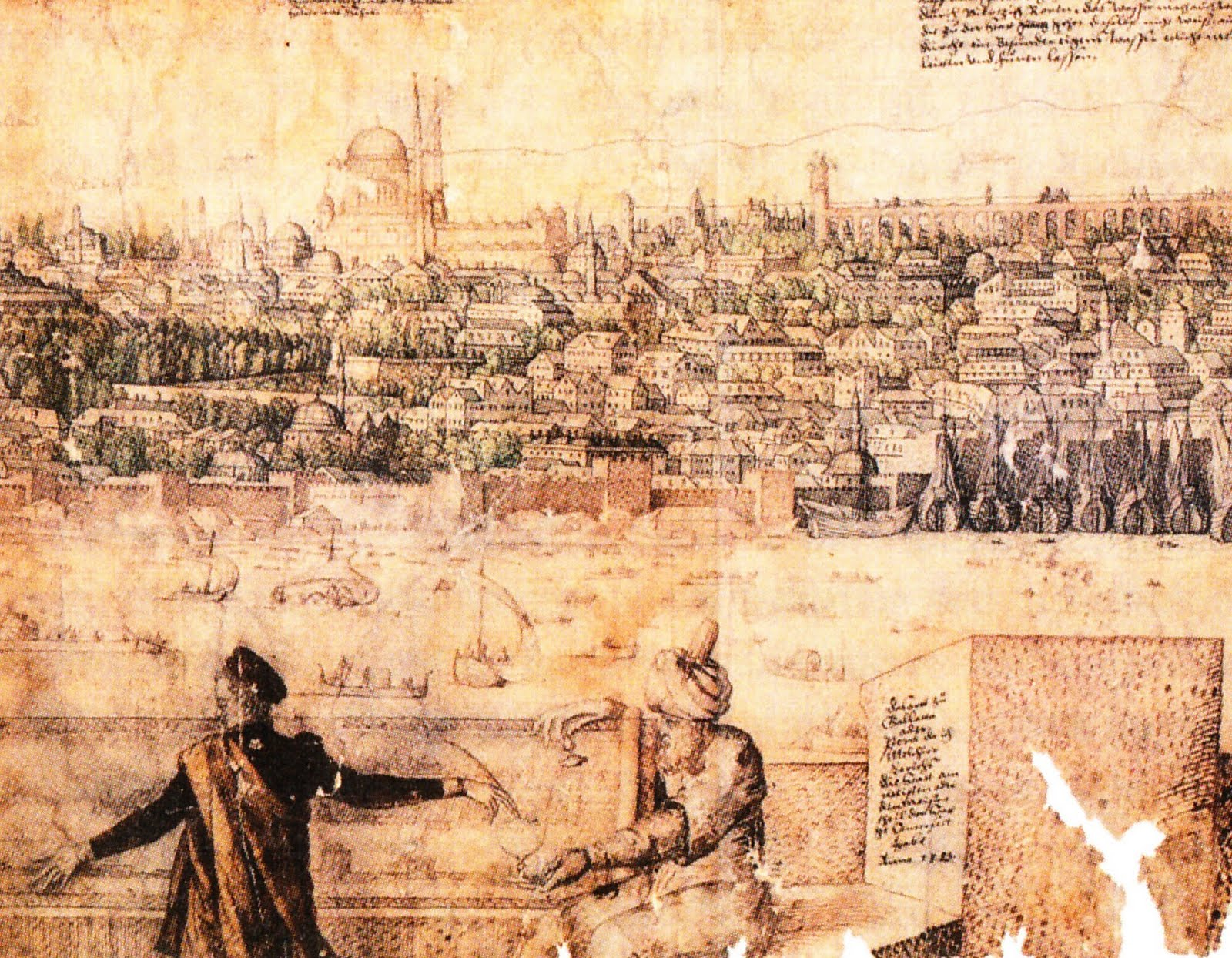
Illustration du XVe siècle de la Constantinople ottomane par Melchior Lorck

Mehmed et ses successeurs immédiats prennent de nombreuses mesures afin de légitimer leur règne en tant qu'empereurs romains. Ils désignent notamment Constantinople comme capitale et promeuvent de nombreux aristocrates grecs à des postes d'élite au sein du gouvernement. Entre 1453 et 1516, les grands vizirs ottomans, la plus haute fonction gouvernementale autre que le sultan, sont d'origines ethniques et religieuses diverses. Parmi les titulaires de cette fonction au cours de cette période figurent Zagan Pacha (un ancien renégat chrétien) et Mahmud Pacha Angelović (un aristocrate serbe descendant de la dynastie impériale byzantine des Angelos). À partir de 1453, les Ottomans désignent Constantinople sous le nom d'Istanbul, un nom dérivé de l'expression grecque eis tin polin (« à la ville »). Officiellement, le nom de la ville est toutefois resté Constantinople, Kostantiniyye en turc, jusqu'en 1930, après la chute de l'Empire ottoman. Le choix de faire de Constantinople la capitale découle de l'histoire impériale et de l'emplacement stratégique de la ville. Même après sa mort, Mehmed continue d’insister sur le fait qu'il est empereur romain, dans son testament, il choisit le lieu de son enterrement à Constantinople, plutôt que l'ancienne ville d'inhumation des sultans ottomans, Bursa. Les funérailles de Mehmed en 1481 est calquée sur celle de Constantin le Grand. Au cours des dernières décennies de la domination byzantine, la population de Constantinople diminue considérablement, mais sous les Ottomans, elle a de nouveau augmenté grâce aux efforts des sultans, peuplée non seulement de Turcs mais aussi de personnes diverses venues de tout l'empire. À la fin du XVIe siècle, la population de la ville atteint jusqu'à 250 000 habitants, ce qui en fait la plus grande ville d'Europe.Constantinople reste multiethnique et multireligieuse durant une grande partie de l'histoire ottomane, à une époque où de nombreux autres gouvernements en Europe imposent des identités nationales et des croyances religieuses.
La prétention des sultans ottomans à être des empereurs romains est utilisée pour justifier l'expansionnisme dans les anciennes terres romaines. En 1480, Mehmed lance une invasion infructueuse de l'Italie, première étape d'une campagne visant à prendre Rome elle-même. Sous Soliman, les prétentions ottomanes à la légitimité romaine atteignent leur apogée. À propos du siège de Vienne par Soliman en 1529, l'historien italien contemporain Paolo Giovio affirme que Soliman pense que toute l'Europe occidentale lui revient de droit puisqu'il est le successeur légitime de Constantin le Grand. Dans les guerres de Soliman contre les puissances d'Europe occidentale, le cri de guerre commun est « À Rome ! À Rome ! ». Lors de son attaque sur l'île de Corfou, tenue par les Vénitiens, en 1537, Soliman, comme Mehmed avant lui, envisage également d'envahir l'Italie continentale pour prendre Rome. Soliman organise des parades à Constantinople qui sont consciemment calquées sur les triomphes de la Rome antique, et construit également la mosquéeSüleymaniye, destinée à égaler la splendeur de Sainte-Sophie. Le juriste ottoman contemporain Ebussuud Efendi compare Soliman à Jules César et à l'ancien souverain achéménide Cyrus le Grand, écrivant que Soliman est un « César des Césars » et un « Cyrus des Cyrus », et allant même jusqu'à affirmer qu'il était un « briseur de Césars » et « celui qui jette la poussière au visage de Cyrus et de César ». Dans une inscription de Bender, en Moldavie, Soliman utilise le titre şeh-i Bagdad ve 'Iraq kayser-i-Rûm Mısra sultanım («Shah de Bagdad et d'Irak, César de Rome et Sultan d'Égypte »).

### Orientation vers une identité politique islamique

#### Changements de titulature et d'idéologie

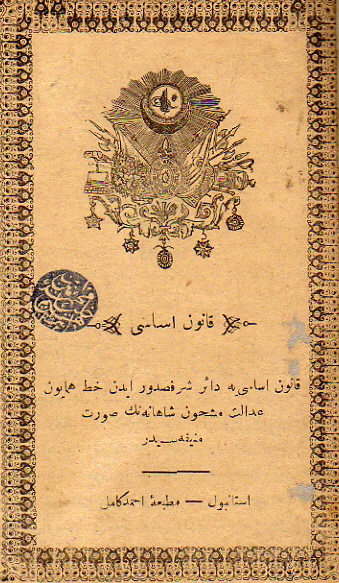
Première page de la constitution ottomane de décembre 1876 (Kanun-i esasi). La traduction grecque officielle de ce document a établi le titre grec du sultan comme soultanos et padisach plutôt que basileus.

L’identité politique ottomane fondée sur l’idée que leur empire est le successeur ou la continuation de l’Empire byzantin disparait progressivement. À mesure que les Ottomans conquièrent plus de terres au Levant, en Arabie et en Afrique du Nord au début du XVIe siècle, l’identité islamique de l’empire et de ses dirigeants s’accroit en raison de sa population musulmane maintenant majoritaire. Le conflit et la rivalité avec l'empire safavide en Iran, qui suit l'islam chiite, conduit également les sultans à embrasser et à accentuer plus fortement leur foi sunnite. En raison de ces facteurs, le XVIe siècle voit un changement majeur dans l’identité collective de l’Empire ottoman qui va d’un État multi-religieux à un État sunnite orthodoxe plus traditionnel. Pourtant, un grand nombre de chrétiens continuent à vivre à l’intérieur des frontières de l’empire et dans la diplomatie internationale, les sultans doivent traiter avec les monarques chrétiens. Cela signifie que, bien que les sultans deviennent moins pragmatiques et tolérants, les idées chrétiennes et gréco-romaines de légitimité ne peuvent pas être complètement abandonnées.
Dans le cadre de l'orientation croissante vers une identité politique islamique, en 1525 la cour ottomane cesse d'émettre officiellement des documents dans des écritures autres que l'arabe. Bien que des traductions de documents officiels sont réalisées et publiées par des fonctionnaires subalternes et des gouverneurs, et aussi à des fins diplomatiques, elles ne portent plus la tughra (la signature du sultan), qui n'apparait que dans les documents arabes. Ainsi, les sultans cessent d'utiliser eux-mêmes officiellement des titres tels que basileus, imperator et tsar, au lieu de n'utiliser dans la plupart des cas que Sultan et/ou padişah. Finalement, les sultans ottomans oublient apparemment que des titres étrangers tels que basileus sont utilisés officiellement par leurs prédécesseurs. Dans le même temps, ils continuent à refuser aux autres monarques le style de padişah dans leur correspondance, ce qui signifie que si les titres étrangers eux-mêmes sont oubliés, leurs implications ne le sont pas. Bien que n'utilisant plus de basileus eux-mêmes, les sultans ottomans après le règne de Soliman Ier maintiennent parfois qu'ils sont des empereurs romains. Ahmed Ier ( r. 1603-1607 ) se désigne dans ses titres comme sahib-kıran-i memalik-i-Rûm ve 'Acem ve 'Arab (« le seigneur de la conjonction heureuse des royaumes romain, persan et arabe »). Le  futur Mehmed IV ( r. 1648-1687 ) utilise le style ferman-ferma-yi memalik-i-Rûm ve 'Arab ve 'Acem (« celui qui donne des ordres aux royaumes romain, arabe et  perse »). Le style kayser ou kayser-i Rûm reste en usage chez les sultans jusqu'au XVIIIe siècle.
Après 1525, les traductions en langue grecque des documents officiels ottomans par les gouverneurs et les fonctionnaires continuent à qualifier les sultans de basileus. Un exemple récent nous vient des écrits historiques du poète grec Kaisarios Dapontes (1713-1784) qui, dans son histoire de l'Empire ottoman de la fin du XVIIe siècle, écrite à la demande du prince valaque Constantin Mavrocordatos, appelle Mehmed IV, basileus. La pratique consistant à désigner le sultan comme basileus de cette manière prend fin de manière décisive en décembre 1876, lorsque la constitution ottomane (Kanun-i esasi) est officiellement traduite en grec et que les termes sultan (Σουλτάνος, soultanos) et padişah (ΠΑΔΙΣΑΧ, padisach ) sont systématiquement utilisés, plutôt que des termes comme  basileus ou kaisar (la version grecque de César ).
Les sultans recommencent à utiliser le terme d'imperator au XIXe siècle à des fins de diplomatie internationale. Cette fois, l'utilisation du terme ne reflète plus le fait que les sultans ottomans se considèrent comme supérieurs aux autres monarques et comme les seuls véritables empereurs, mais plutôt leur souhait d'une reconnaissance égale parmi les autres souverains d'Europe. À cette époque, de nombreux autres souverains européens ont commencé à se qualifier d'empereurs, notamment les empereurs allemands et autrichiens, mais aussi les gouvernants français, russes et britanniques.

#### Identité romaine chez les Turcs ottomans
Bien que les auteurs occidentaux, dès la fondation de l'Empire ottoman, qualifient l'empire de « turc » et ses habitants de « Turcs », ce n'est pas l'identité adoptée par l'empire lui-même ou sa population. Bien que les premiers sultans soulignent parfois leur descendance des Turcs Oghuz  lorsqu'ils sont en concurrence avec beyliks anatoliens, l'accent mis sur l'identité turque par les sultans et leurs sujets s’estompe rapidement après qu'ils ont commencé à revendiquer l'héritage du monde gréco-romain. « Turc » et « turc » deviennent des termes péjoratifs, utilisés par l'élite ottomane pour désigner les peuples turcs nomades et les paysans turcophones d'Anatolie ; appeler les habitants musulmans de Constantinople, « Turcs », aurait donc été considéré comme insultant. Au début de la période moderne, de nombreux Turcs ottomans, en particulier ceux qui vivent dans les villes et ne font pas partie de l'armée ou de l'administration, s'identifient plutôt communément comme des Romains (Rūmī, رومى), en tant qu'habitants de l'ancien territoire byzantin. Appliqué aux Turcs ottomans, Rūmī commence à tomber en désuétude à la fin du XVIIe siècle, et le mot est de plus en plus associé uniquement à la population grecque de l'empire, qui maintient continuellement son identité romaine depuis 1453, un sens qu'il porte encore aujourd'hui en Turquie.
Le terme « Empire ottoman » n'est jamais utilisé officiellement par l'État ottoman sur le plan interne. Il dérive de l'appellation française du XIXe siècle, l'Empire ottoman, qui est utilisée dans la diplomatie internationale mais il n'existe pas de concept correspondant au sein de l'empire. Différents aspects de l'État, du peuple et du territoire sont appelés Devlet-i Âliyye-i Osmaniye  (« l'État/la dynastie ottomane exaltée »), Âl-i Osman (« la famille/la dynastie d'Osman »), tebaa (« les sujets/le troupeau ») et Memâlik-i Mahrûse (« les domaines bien protégés »). Au cours des siècles précédents, plusieurs noms utilisés pour désigner l'État ottoman reflétent sa prise en charge de l'héritage romain. Dans l'ouvrage de 1581 de l'historien ottoman Mustafa Ali, Mustafa Ali Nuṣḥatü's-selāṭīn (« conseil des sultans »), plusieurs termes sont utilisés pour désigner l'empire, dont memalik-i Osmaniye  (« royaumes ottomans »), âl-i Osman, diyar-i Rûm (« terres de Rome »), memalik-i Rum (« royaumes romains »), milket-i Osman (« attributs d'Osman ») et juste Rûm (« Rome »).

## Reconnaissance contemporaine

### Reconnaissance par les sujets chrétiens

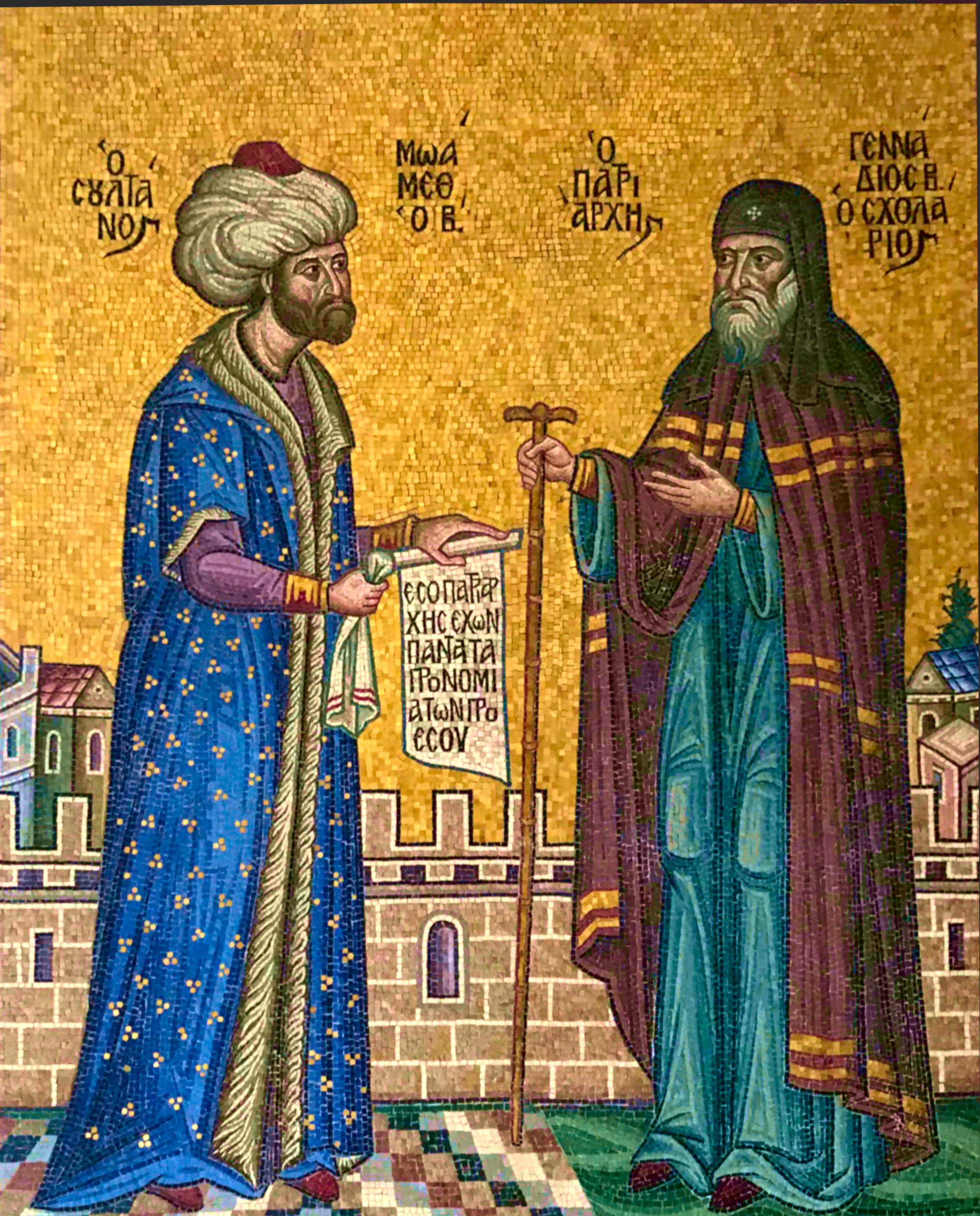
Mosaïque représentant le sultan Mehmed II (à gauche) et le patriarche Gennadios II (à droite)

Dans l'idéologie impériale byzantine, la possession de Constantinople est le facteur clé de légitimation d'un empereur, car les souverains qui ne contrôlent pas la ville mais revendiquent le titre d'empereur sont considérés comme agissant de manière anormale. Malgré le déclin territorial évident de l'Empire byzantin au cours de son histoire, ce dont les Byzantins sont bien conscients, ils ne croient pas que leur empire puisse prendre fin, car ils pensent que l'Empire romain est destiné à durer jusqu'à la seconde venue du Christ. Comme les Ottomans peuvent être considérés comme ayant obtenu Constantinople par le droit de conquête, une grande partie de la population chrétienne de Constantinople et de l'Empire ottoman au sens large considère Mehmed II comme le nouvel empereur romain légitime à partir de 1453,. Agissant en tant qu'empereur, Mehmed nomme un nouveau patriarche de Constantinople, Gennadios II Scholarios, avec toute la pompe et la cérémonie précédemment associées à la nomination des patriarches pendant la domination byzantine. La nomination de Gennadios confère à Mehmed une légitimité supplémentaire aux yeux de ses sujets chrétiens et permet aux sultans ottomans d'exercer un certain contrôle sur l'Église orthodoxe orientale. En 1474, le patriarcat œcuménique de Constantinople reconnait Mehmed comme basileus, car un registre synodal de cette année-là applique ce titre au sultan. La reconnaissance du titre de basileus est importante car les historiens byzantins n’appliquent jamais ce terme aux usurpateurs ou aux souverains illégitimes, qui sont plutôt qualifiés de « tyrans ». Néanmoins, parmi les historiens tardifs et post-byzantins, seule une petite minorité utilise le terme basileus pour les sultans ottomans. La majorité de cette petite minorité est constituée de personnages tels queKritovoulos et George de Trébizonde qui servent le sultan ottoman Mehmed II. Les quelques autres Grecs qui utilisent le terme pour les sultans ottomans, comme Laonikos Chalkokondyles, l'emploie pour critiquer les empereurs byzantins eux-mêmes.
Bien qu'ils assument l'héritage byzantin et la reconnaissance du patriarcat ainsi que de la population en général, les historiens grecs après la chute de Constantinople appliquent rarement le terme basileus aux sultans ottomans. De manière générale, il existe trois points de vue concernant les Ottomans dans les histoires grecques postérieures à 1453. Le premier point de vue est que les Ottomans sont des infidèles, des barbares et des tyrans illégitimes, cela est mieux connu par les écrits de Doukas et Bessarion, des réfugiés byzantins qui fuient vers des terres catholiques en espérant inspirer une croisade anti-ottomane. Le second point de vue, défendu par le Patriarcat œcuménique, ne nie pas que le régime ottoman soit illégitime ou tyrannique, mais défend l'idée que les sultans sont divinement ordonnés afin de punir les péchés de la population byzantine et qu'ils doivent donc être tolérés. En substance, cette explication théologique de la domination ottomane dépeint les sultans comme envoyés par Dieu pour protéger le peuple de l'empire contre les tentatives des empereurs Palaiologos de réunifier l'Église orthodoxe orientale avec l'Église catholique. Le troisième point de vue, le moins répandu parmi les historiens, est l'acceptation de l'état de fait, considérant les sultans ottomans comme des souverains légitimes et allant parfois jusqu'à les qualifier de basileus. Dans la plupart des cas, les historiens qui expriment ce point de vue sont ceux qui servent directement ou sont associés au régime ottoman,. Parmi les historiens qui servent le régime ottoman, on trouve des personnages tels que George de Trebizond et Michael Critobulus, qui utilisent tous deux le terme basileus pour désigner les sultans. Parmi ceux qui appellent le sultan basileus se trouvent également les historiens qui critiquent les derniers empereurs Palaiologos, comme Laonikos Chalkokondyles. À la mort de Mehmed, Georges de Trébizonde écrit des éloges funèbres pour celui-ci en 1481, dans lesquels le sultan est appelé autokrator et basileus basileon (empereur des empereurs). Pour Georges de Trébizonde, c'est la possession de Constantinople qui fait de Mehmed l'empereur romain légitime : « personne ne peut douter qu'il soit l'empereur des Romains. Celui qui tient le siège de l'empire dans sa main est empereur de droit ; et Constantinople est le centre de l'Empire romain ». Chalkondyles n’est pas clair quand il écrit que le sultan est appelé simplement basileus ou « basileus des Turcs ». Peut-être que le terme basileus sans qualificatif est destiné à impliquer un pouvoir universel. George Amiroutzes, un autre historien qui a sert Mehmed, dépeint le sultan dans ses écrits comme « basileus des Grecs et des Romains ».
La reconnaissance de la domination ottomane, selon les deuxième et troisième points de vue, n'est pas simplement opportuniste. La chute de Constantinople contribue au pessimisme généralisé de la population grecque et, contrairement à la chute de la ville lors de la quatrième croisade en 1204, il n'y a aucune possibilité de maintenir l'empire en vie en exil, ni de le restaurer dans un avenir proche. Bien que l'Empire ottoman, résultat de la reprise de l'héritage de l'Empire byzantin précédent, n’est pas considéré comme un État complètement nouveau par la population chrétienne, il est également impossible de le considérer comme la continuation sans faille de l'Empire byzantin. Dans l'esprit des chrétiens, l'ancien empire a des racines théologiques bien trop profondes pour être compatible avec un souverain musulman étranger. L'Empire ottoman est souvent considéré comme le successeur et l'héritier de l'Empire byzantin, par le biais du concept de translatio imperii, héritant de sa légitimité politique et de son droit à la règle universelle, mais pas de ses autres implications théologiques,.
La dynastie ottomane revendique une ascendance byzantine au moins à partir du XVIe siècle, affirmant qu'Ertuğrul, le père du fondateur de la dynastie Osman I, est le fils de Suleyman Shah, qui est lui-même censé être le fils de John Tzelepes Komnenos, un prince renégat de la dynastie Komnenos et petit-fils de l'empereur Alexios I. En raison de la distance chronologique entre certains des ancêtres supposés, cette lignée particulière est peu probable et l'ascendance supposée de Komnenos a été probablement créée pour légitimer les nombreux chrétiens orthodoxes gouvernés par les Ottomans musulmans,. Certains des sujets chrétiens de l'Empire ottoman acceptent la revendication de l'ascendance de Komnenos. Celle-ci é été avancée par le Grec Théodore Spandounes au XVIe siècle et par le chroniqueur valaque Radu Popescu au XVIIIe siècle. De cette façon, une poignée de sujets chrétiens ottomans considèrent les Ottomans non pas comme des conquérants étrangers, mais comme des descendants impériaux byzantins ayant un droit légitime à l'empire.

### Reconnaissance internationale

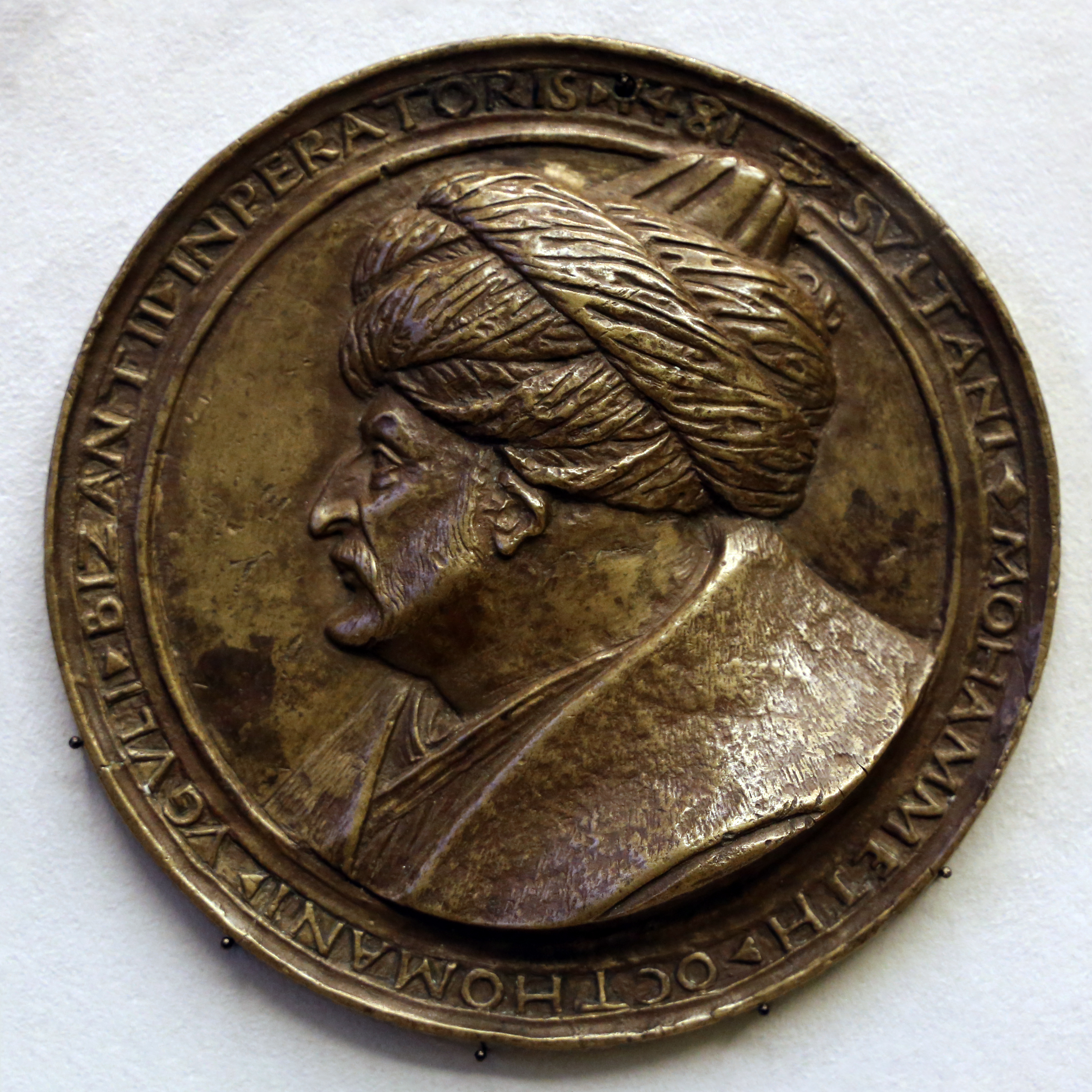
Médaillon de 1482 de Costanzo da Ferrara représentant Mehmed II. Les titres utilisés pour lui comprennent à la fois « sultan » (sultani) et « empereur byzantin » (Bizantii inperatoris).

Les Ottomans sont largement reconnus comme « Romains » dans le monde islamique. Du XVIe siècle au XVIIIe siècle, les administrateurs ottomans envoyés pour gouverner les territoires égyptiens et arabes sont presque toujours désignés par les écrivains arabes contemporains sous le nom d'Arwam (Romains),. Les empereurs de l'Empire moghol reconnaissent les Ottomans comme des empereurs romains ; plusieurs documents moghols font référence aux sultans ottomans comme Qaiser-i-Rum, Sultan-i-Rum (« Sultan de Rome ») ou Khawandkar-i-Rum (« Seigneur de Rome »),. Une poignée de sources extérieures au monde islamique établissent également un lien entre les Ottomans et les Romains. Des sources portugaises du XVIe siècle font référence aux Ottomans qu'ils ont combattus dans l'océan Indien sous le nom de « rumes » et la dynastie chinoise des Ming se réfère aux Ottomans sous le nom de Lumi (魯迷), une translittération de Rūmī, et à Constantinople sous le nom de Lumi cheng (魯迷城, « la ville de Lumi » , c'est-à-dire « ville romaine »).
Il semble que les Européens de l'Ouest reconnaissent les sultans ottomans comme des empereurs, mais non comme des empereurs romains, de la même façon qu'ils considèrent les empereurs byzantins précédents. La question de savoir si les Ottomans sont considérés comme les successeurs légitimes des empereurs byzantins varie. Certains auteurs reconnaissent les sultans de cette manière : l'antiquaire italien du XVe siècle Cyriacus d'Ancône, par exemple, considère Mehmed II  comme le nouvel empereur à Constantinople et reconnait qu'il hérite du legs impérial des empereurs byzantins. La prétention des Ottomans à être des empereurs romains est contestée par les souverains du Saint Empire romain germanique, qui soutiennent longtemps (en opposition aux empereurs byzantins) que cette dignité leur appartient, ainsi que les empereurs Russes qui considèrent Moscou, en tant que siège le plus puissant de l'Église orthodoxe orientale, comme la troisième Rome, succédant à Rome et à Constantinople. Bien qu'ils soient chrétiens et qu'ils ont des préjugés considérables à l'égard des Turcs, ces deux revendications ne semblent pas avoir bénéficié d'un large soutien de la part de la population des autres États d'Europe occidentale. Dans les sources polonaises des XVIe siècle et XVIIe siècle, qui évoquent la longue rivalité entre les empereurs du Saint-Empire romain germanique et les sultans ottomans, le langage politique se contente de les désigner comme des souverains étrangers, tous deux étant considérés comme des empereurs, mais aucun n'étant considéré comme « romain » : les empereurs du Saint-Empire romain germanique sont appelés « empereurs chrétiens » et les sultans « empereurs turcs ».
Dans le cadre de leur prétention à être empereurs et de leur ambition au règne universel, les sultans ottomans considèrent peu de monarques étrangers comme leurs égaux. Les empereurs du Saint Empire romain germanique sont considérés comme des « rois de Vienne » plutôt que comme des empereurs. En raison de relations diplomatiques de longue date et de plusieurs alliances contre les Habsbourg, les seuls souverains étrangers que les Ottomans reconnaissent comme padişah sont les rois de France, qui ne prétendent pas eux-mêmes être des empereurs. Les demandes des autres monarques d'être traités sur un pied d'égalité sont ignorées ou carrément rejetées. Le traité de Constantinople de 1533 entre le sultan Soliman Ier et le Saint-Empereur romain Charles Quint interdit explicitement à l'un de ses signataires de désigner comme empereur aucun autre que le sultan ottoman. Après ce traité, Soliman se considère comme ayant officiellement arraché le titre d'empereur romain à son rival. Après la longue guerre turque de 1606, qui n'a pas été concluante, le sultan Ahmed Ier est contraint de se montrer légèrement plus généreux que son prédécesseur dans les titres appliqués à l'empereur romain germanique Rodolphe II dans la paix de Zsitvatorok. Rodolphe ne veut pas accepter le titre de « roi », mais Ahmed ne veut pas concéder le style kayser ou padişah. Le compromis imaginé par les Ottomans fut de reconnaître Rodolphe comme imperator, ce qui est interprété par la monarchie des Habsbourg comme une grande victoire symbolique. Il est peu probable qu'Ahmed lui-même considère cela comme une reconnaissance de l'égalité de statut entre Rodolphe et lui, étant donné que les Ottomans sont à ce moment-là dissociés du style imperator et n'ont pas considéré son attribution à un souverain considéré comme inférieur et infidèle comme une atteinte à la dignité d'Ahmed. Ahmed conserve également les titres de kayser ou de padişah pour lui seul,.